# Ulrich Karnatz
Ulrich Karnatz (født 2. december 1952 i Rostock) er en tysk tidligere roer, dobbelt olympisk guldvinder og firedobbelt verdensmester.

## Karriere
Karnatz viste sig første gang på den internationale roscene, da han i 1972 var med til at vinde junior-VM i firer uden styrmand. Året efter skiftede han til otteren, hvor han forblev resten af sin karriere. Allerede første år i denne båd var han med til at blive national mester, og i 1975 var han med til at blive verdensmester samt national mester.
Han var ligeledes med ved OL 1976 i Montreal, hvor den øvrige besætning udgjordes af Gottfried Döhn, Bernd Baumgart, Werner Klatt, Dieter Wendisch, Roland Kostulski, Hans-Joachim Lück, Karl-Heinz Prudöhl og styrmand Karl-Heinz Danielowski, og østtyskerne vandt deres indledende heat i ny olympisk rekordtid. I finalen var de ligeledes hurtigst og sejrede med et forspring på næsten tre sekunder ned til Storbritannien, der fik sølv, mens New Zealand tog bronzemedaljerne. I alt deltog 11 lande i konkurrencen.
Karnatz var stadig med, da den østtyske otter vandt VM-guld i 1977, 1978 og 1979 (han blev ligeledes østtysk mester i 1977 og 1979).
Han var fortsat med i otteren ved OL 1980 i Moskva, hvor besætningen nu ud over ham bestod af Bernd Krauß, Hans-Peter Koppe, Ulrich Kons, Jörg Friedrich, Jens Doberschütz, Uwe Dühring, Bernd Höing og styrmand Klaus-Dieter Ludwig. Østtyskerne vandt let deres indledende heat, og i finalen vandt de ligeledes, men var dog mere udfordret end ved de seneste verdensmesterskaber. Storbritannien fik sølv og Sovjetunionen bronze.
Karnatz var af profession fregatkaptajn i den østtyske flåde. Efter den tyske genforening blev han direktør i en fiskebutik i Warnemünde.

## OL-medaljer
- 1976:  Guld i otter
- 1980:  Guld i otter